# Oresbius trifasciatus
Oresbius trifasciatus là một loài tò vò trong họ Ichneumonidae.